# Mambasa
Mambasa est une localité, chef-lieu du territoire homonyme de la province de l'Ituri en république démocratique du Congo.

## Géographie
Mambasa est une localité située sur la route nationale numéro 4 (RN4) à 174 km à l'ouest du chef-lieu provincial Bunia.

## Histoire
En 2002, Mambasa est une ville d'environ « 20 000 à 25 000 habitants ». Ville congolaise proche des frontières de l’Ouganda et du Soudan du Sud, elle se situe à l'est dans la province de l'Ituri, que l'ONG Human Rights Watch décrit en 2003 comme « le coin le plus sanglant du Congo ». Elle jouit d'une prospérité et d'une sécurité relatives, se trouve à proximité d'un aérodrome et d'une route vers Komanda. Ces avantages attirent la convoitise de groupes armés opérant dans le secteur. Fin 2002, la ville est la cible de plusieurs groupes armées au cours de l'opération Effacer le tableau, campagne militaire qui a occasionné de nombreuses atrocités contre les civils.

## Administration
Chef-lieu territorial de 17 706 électeurs recensés en 2018, la localité a le statut de commune rurale de moins de 80 000 électeurs, elle compte 7 conseillers municipaux en 2019.

## Documentation
- Kofi Annan, « Rapport de l’Équipe spéciale d’enquête sur les événements de Mambasa », sur undocs.org, Organisation des Nations unies, 25 juin 2003.